# À Moda da Casa
À Moda da Casa foi uma atração televisiva apresentada primeiramente na TV Bandeirantes, no início da década de 80, e posteriormente na TV Record pela atriz Etty Fraser, durante a maior parte da década de 1980. O programa de culinária trazia receitas para as donas-de-casa.